# Freckeisen
Freckeisen ist eine Ortschaft der Gemeinde Waldbillig im Osten Luxemburgs. In dem Dorf leben 33 Einwohner.

## Geografie
Freckeisen liegt auf einem Plateau in einer Feld- und Wiesenlandschaft auf einer Höhe von 370 m ü. NN. Die Straße CR 356 verbindet das Dorf mit den Nachbarorten Savelborn und Christnach.
Nördlich der Ortschaft liegen die Wiesen des Kelleschhaff, die zum Quellgebiet des Halerbach gehören.